# Lidens landskommun
Lidens landskommun var en tidigare kommun i Västernorrlands län. Centralort var Liden.

## Administrativ historik
Lidens landskommun (från början Indals-Lidens landskommun) inrättades den 1 januari 1863 i Lidens socken i Medelpad när 1862 års kommunalförordningar trädde i kraft. Mellan den 1 januari 1886 och den 1 januari 1936 var namnet på kommunen Indals-Lidens landskommun.
Kommunen upphörde vid kommunreformen 1952, då den uppgick i Indals-Lidens landskommun. Sedan 1974 tillhör området Sundsvalls kommun.

## Kommunvapen
Lidens landskommun förde inte något vapen.

## Politik

### Mandatfördelning i valen 1938-1946
| 16 | 5 | 3 |  |

| 25 |

| 15 | 8 | 2 |

| 23 |

|  | 15 | 7 | 2 |

| 22 |

### Fotnoter
1. ↑  SCB folkräkningen 1890 andra delen Arkiverad 24 september 2015 hämtat från the Wayback Machine. sida 83 anm. till Västernorrlands län not 1
2. ↑  SCB befallningshavandes femårsberättelser 1881-1885 Västernorrlands län Arkiverad 2 oktober 2013 hämtat från the Wayback Machine. sida 2
3. ↑  SCB Folkräkningen 1940 Arkiverad 1 november 2013 hämtat från the Wayback Machine. sida 95 anm. till Västernorrlands län not 5
4. ↑  Per Andersson: Sveriges kommunindelning 1863-1993, Draking, Mjölby 1993, ISBN 91-87784-05-X, s. 91